# Пряности и страсти
«Пряности и страсти» (англ. The Hundred-Foot Journey, или — «Путь длиной в сто шагов») — фильм 2014 года режиссёра Лассе Халльстрёма по сценарию Стивена Найта, основанному на одноимённом романе Ричарда Мораиса. Фильм, в котором главные роли исполнили Хелен Миррен, Ом Пури, Маниш Дайал и Шарлотта Лебон, был произведен компанией «DreamWorks Pictures» и выпущен «Touchstone Pictures» в кинотеатрах 8 августа 2014 года. В России прокат начался спустя месяц — 11 сентября, под названием «Пряности и страсти», под руководством компании «Walt Disney Studios Sony Pictures Releasing».

## Сюжет
Мумбаи, Индия. Ресторан, которым управляет отец и глава семьи (Ом Пури), разрушен агрессивной толпой после выборов. Папа спешно выводит гостей, однако в огне погибает его жена и мать семейства (Джухи Чавла). В поисках убежища в Европе, семья оседает в Лондоне, после чего они обнаруживают, что новое место жительства плохо подходит для строительства ресторана. После этого они отправляются в континентальную Европу.
Вскоре после пересечения границы между Швейцарией и Францией автомобиль выходит из строя, что вынуждает семью остановиться на ночь в близлежащем французском городке. Маргарет (Шарлотта Лебон), су-шеф высококлассного французского ресторана, кормит семью и помогает им найти автомастерскую и гостиницу. Папа поражается качеством городской еды и её доступностью, попутно узнав о заброшенном здании ресторана на окраине города, доступном для покупки. Восприняв это как божественное провидение, он решает открыть индийский ресторан в этом городе.
Узнав о планах открытия индийского ресторана всего в ста шагах через улицу, напротив от фешенебельного ресторана «Плакучая ива» со звездой в элитном каталоге «Мишлен», его владелец — овдовевшая мадам Мэллори (Хелен Миррен), пытается препятствовать им. После покупки ею всех доступных местных продуктов и ингредиентов, необходимых для приготовления блюд, между Папой и мадам Мэллори вспыхивает холодная война, они даже начинают жаловаться друг на друга сытому мэру этого городка (Мишель Блан). Пик противостояния совпадает с Днём взятия Бастилии, когда три повара мадам Мэллори раскрасили стены индийского ресторана «Усадьба Мумбаи» и кинули внутрь него бутылку с зажигательной смесью. Хассан Хаджи (Маниш Дайал), старший сын и отцовский премьер-повар, ловит горе-поджигателей на месте преступления и пугает их, но при тушении пожара обжигает руки.
На следующее утро мадам Мэллори проводит встречу со своими шеф-поварами и спрашивает их, знают ли они слова Марсельезы. Приведя из государственного гимна строки о равенстве и справедливости, она увольняет виновников происшествия из своего ресторана, а затем добровольно очищает соседский ресторан от граффити. Хассан, услышав, что мадам Мэллори объявила набор новых поваров с испытанием, заключающимся в приготовлении омлета, спрашивает, может ли он претендовать на эту должность. Ссылаясь на больную руку, он говорит мадам Мэллори о том, что ей придется помочь ему в процессе готовки. После пробы его омлета мадам Мэллори называет его замечательным поваром и предлагает ему готовить для неё против воли отца и его семьи.
Кулинарный и достаточно нетрадиционный талант Хассана быстро становится популярным и приносит ресторану мадам Мэллори вторую звезду «Мишлен». Премия привлекает внимание всей страны к кулинарии Хасана, и ему предлагают работу в Париже, которую он принимает. Папа и мадам Мэллори мирятся, и, в конечном итоге, между ними начинается роман.
Кулинария Хассана быстро получает признание парижских критиков, однако он всё больше думает о своей семье и Маргарет, в которую он давно влюбился. Хассан решает вернуться домой, где воссоединяется с Маргарет, и, предложив объединить свои бизнес-усилия, заявляет, что поможет ресторану мадам Мэллори заработать свою третью звезду. В тот вечер Хассан и Маргарет готовят ужин для семьи Хасана в ресторане мадам Мэллори. Для каждого из них этот вечер стал символом романтики и высокой кухни.

## В ролях
| Актёр             | Роль                 |
| ----------------- | -------------------- |
| Хелен Миррен      | мадам Мэллори        |
| Ом Пури           | Папа                 |
| Джухи Чавла       | Мама                 |
| Маниш Дайал       | Хассан Хаджи         |
| Шарлотта Лебон    | Маргарет             |
| Амит Шах          | Мансур               |
| Фарзана Дуа Элахе | Махира               |
| Рохан Чанд        | молодой Хассан Хаджи |
| Диллон Митра      | Мухтар               |
| Мишель Блан       | мэр                  |
| Шуна Лемойн       | жена мэра            |

## Производство
3 июня 2013 года компания «DreamWorks Pictures» поручила режиссёру Лассе Халльстрём экранизировать роман «Путь длиной в сто шагов» Ричарда Мораиса о двух соперничающих ресторанах во Франции. Сценаристом выступил Стивен Найт, а продюсерами — Стивен Спилберг, Опра Уинфри и Джульет Блэйк. Уинфри отметила, что «еда, как смесь культур, позволяет нам только немного заглянуть в чужую жизнь, а это около ста футов разрыва между культурами». Она назвала эту книгу своим «любимым летним чтением», отметив, что «она о людях, начинающих понимать других людей, и что ещё более важно, после того, как вы побудете в чужой шкуре, или увидите её реального владельца — человека, то поймёте, что на самом деле в вас больше сходства, чем различий». Генеральный директор «Reliance Entertainment» Санджив Ламба заявил, что фильм станет знаменитым символом тесного партнёрства с «DreamWorks», отразив перекрёток разных культур. 3 июня стало известно о переговорах Хелен Миррен по вступлению в актёрский состав фильма. 1 июля «DreamWorks» подтвердила получение ролей Миррен и Манишем Дайалом. Позже Миррен признавалась, что нервничала, когда готовилась к роли француженки, сказав, что «существует особый вид французскости, так что я надеюсь, что я не оскорбляю французов. Я хотела быть французской актрисой, у меня была мечта стать французской актрисой». 9 августа стало известно об участии в фильме Ома Пури.
Собственно сами съёмки начались 23 сентября 2013 года на юге Франции, а именно в городе Сент-Антонин-Нобль-Валь, продлившись девять недель, затронув Нидерланды, а также студию Cité du Cinéma в Сен-Дени, к северу от Парижа, и регион Юг — Пиренеи. Для фильма индийская актриса Джухи Чавла была специально состарена на 15 лет. До начала съёмок актёры Маниш Дайал и Шарлотта Ле Бон провели значительное количество времени в ресторанах, наблюдая процесс готовки блюд и обучаясь ему на кухнях, а продюсер Джульетта Блейк консультировалась с поваром индийского происхождения Флойдом Кардозом. Позже Дайал отмечал, что:
Я готовился к работе, постоянно находясь на ресторанной кухне. Там я увидел, и, наконец, понял, что такое труд повара. И вообще, что такое ресторан. Как это функционирует. Разумеется, есть такой момент, что знаменитые шефы на своих кухнях ведут себя как диктаторы, что они любят подчинение, но, с другой стороны, а как иначе?  И потом, они же почти все гении, им многое можно простить.

## Прокат
Первый трейлер к фильму был выпущен 13 мая 2014 года. Премьера фильма состоялась в Театре Зигфилда 4 августа. В прокат фильм был выпущен 8 августа. Распространение фильма в Америке и Европе было взято под контроль компаниями «Walt Disney Studios Motion Pictures» и «Touchstone Pictures», «Mister Smith Entertainment» — по Африке и Ближнему Востоку, а «Reliance Entertainment» — по кинотеатрам исключительно в Индии. В первый уикенд в США фильм собрал 10,979,290 долларов США, заняв четвёртое место в прокате после фильмов «Черепашки-ниндзя», «Стражи Галактики» и «Навстречу шторму». Мировые сборы фильма составили 88 880 821 долларов.

## Критика
Фильм был встречен смешанными отзывами кинокритиков. На сайте «Rotten Tomatoes» у фильма 68 % свежести по результатам 139 обзоров, со средней оценкой 6.3/10, а на сайте «Metacritic» — оценку 55 из 100 на основе 35 рецензий.
Алонсо Дюральде в «The Wrap» сказал, что этот фильм является «эмоциональной манипуляцией режиссёра Лассе Хальстрёма» и «паточной проповедью Опры Уинфри», отметив, что единственное, что «я могу простить — наличие Хелен Миррен». Джастин Чанг из «Variety» сказал: «Говядина по-бургундски или козлятина-тандури? Успех в карьере или лояльность семье? Вы на самом деле можете увидеть всё это в драмеди о столкновении культур — фильме „Путь длиной в сто шагов“, представляющем собой наиболее успокаивающую марку кинематографической комфортной еды», заметив, что после всех потрясений и восстаний «получается история, в которой культурные противоположности не только учатся сосуществовать, но на самом деле торжественно и даже романтично мирятся». Кристи Лемир на сайте кинокритика Роджера Эберта отметил, что «„Путь длиной в сто шагов“ — это фильм, который требует, чтобы вы к нему серьёзно отнеслись. С его хорошим прочувствованием темы межкультурного понимания, он кое о чём важном. Он даже вышел с печатью одобрения титанов-законодателей мод Опры Уинфри и Стивена Спилберг, как продюсеров. Что более убедительное вам нужно?». А. О. Скотт из «The New York Times» сказал, что «„Путь длиной в сто шагов“, скорее всего, ни к пробуждению аппетита, ни насыщению его, оставив вас в подвешенном состоянии, фаршированном ложными настроениями и принудительной фантазией, изголодавшись по реальному восхищению». Шери Линден из «The Hollywood Reporter» отметила, что «со своей настройкой изображения-открытки и аппетитными индийскими и французскими деликатесами, „Путь длиной в сто шагов“ — это фильм, предназначенный для успокоения», а Эшли Ли добавила, что фильм о том, как можно «решить культурные различия и реализовать индивидуальную самобытность через пищу».
Майк Маккахилл из «The Telegraph» сказал, что этот фильм «имеет до боли знакомые ингредиенты», а именно столкновение культур. Однако, как если бы продолжил Джеффри Макнаб из «The Independent», «очарование ранних сцен подрывается предсказуемостью, с которой разворачивается остальная часть фильма», то есть превращаясь в идиллию со счастливым концом. А Дэвид Эдвардс из «The Mirror» заметил, что «Путь длиной в сто шагов» — это «мягкая смесь приторности и предсказуемости». Майкл Ханн из «The Guardian» отметил, что фильм — «клише на клише, но добродушный, нетребовательный и веселый», а Том Шон сказал:

Чванливый французский ресторатор. Индийский повар, который готовит со специями своей погибшей матери. Милый французский беспризорник, который едет на велосипеде через идиллическую сельскую Франции. Молодая любовь! Старые рецепты! С кардамоном на вершине! Звучит как фильм Лассе Халльстрёма. Он пришёл к нам от Стивена Спилберга и Опры Уинфри, оперевшихся на книгу-бестселлер Ричарда Мораиса. Название относится к расстоянию между двумя ресторанами, но оказывается больше значит, чем просто расстояние. Оно символизирует пропасть, отделяющую культуры, народы, отдельные человеческие сердца, и, скорее всего, определённое договором расстояние, что должны быть сохранено вокруг парковочных мест суперзвезд-производителей во время съемок.
Оригинальный текст (англ.)A snobby French restaurateur. An Indian chef who cooks with spices from his dead mother. A cute French waif who rides a bicycle through idyllic rural France. Young love! Old recipes! With cardamoms on top! Sounds like a Lasse Hallström movie. This one comes to us from Steven Spielberg and Oprah Winfrey, who turned Richard C Morais’s book into a bestseller. The title refers to the distance between two restaurants, but it turns out to mean so much more than that. It’s symbolic of the gulf that separates cultures, peoples, individual human hearts, and, most probably, the contractually agreed distance that had to be maintained around the parking spaces of its superstar-producers during filming.

Питер Трэверс из «Rolling Stone» сказал, что Хелен Миррен «выглядит вкусно, так же, как и еда. Что ещё вы хотите от легкого летнего фильма?», добавив, что «этот фильм пробудил во мне гурмана». Эдвин Арнаудин из «Asheville Citizen-Times» заметил, что новый фильм Хальстрёма о еде и кухне «можно только поприветствовать, действительно как возвращение домой», рассказывающий об «реальных, сложных человеческих эмоциях, показанных изящно и пробуждающих в зрителях аппетит к вкусной кухне и хорошим фильмам». Салис Афагью из «Salis Magazine» отметила, что «Путь длиной в сто шагов» — «это именно то, что душе угодно. И фильм, и еда могут стать началом новой одержимости». Критик Кеннет Туран в эфире «National Public Radio» сказал, что «„Путь длиной в сто шагов“ является сладкой и непримиримой сказкой для взрослых. Его история кухонь и культур и конфликта была отполирована до максимально возможного блеска».

## Саундтрек
Музыка для фильма была написана известным индийским музыкантом и композитором А. Р. Рахманом. Официальный саундтрек был выпущен 12 августа 2014 года компанией «Hollywood Records».